# Boophis xerophilus
Boophis xerophilus é uma espécie de anfíbio da família Mantellidae.
É endémica de Madagáscar.
Os seus habitats naturais são: florestas secas tropicais ou subtropicais, savanas húmidas e marismas intermitentes de água doce.
Está ameaçada por perda de habitat.